# Línea 136 (Buenos Aires)
La línea 136 es una línea de colectivos del Área Metropolitana de Buenos Aires. Su recorrido une Primera Junta con las ciudades de Parque San Martín, Marcos Paz, Villars, Plomer y Navarro.
Es operada por la empresa Sargento Cabral S.A.T.A de Transporte Automotor. Junto Con Las Líneas 163 y 182.

## Recorridos
- Merlo - Navarro (servicio expreso sólo con paradas en estaciones)[3] [4]
- Primera Junta - Marcos Paz[3]
- Primera Junta - Parque San Martín[3]
- Liniers - Marcos Paz[3]
- Plaza Marcos Paz - Villars - Plomer
- Las Heras - Villars
- Las Heras - Villars - Plomer